# Zygothrica zygia
Zygothrica zygia är en tvåvingeart som beskrevs av David Grimaldi 1987. Zygothrica zygia ingår i släktet Zygothrica och familjen daggflugor. Inga underarter finns listade i Catalogue of Life.